# Jean Guillaume Rosier
Jean Guillaume (ou Jan-Willem) Rosier (né à Lanaken le 15 septembre 1858 et mort à Anvers le 24 juillet 1931) est un peintre belge. Son champ pictural comprend des portraits, des scènes de genre, et également des scènes religieuses.

## Biographie

### Famille
Jean François Rosier, né à Lanaken, province de Limbourg, le 15 septembre 1858 est le sixième des neuf enfants de Willem Joseph Rosier (1816-1884), maître menuisier, et de Maria Ida Groenen (1821-1895). Il épouse à Anvers, en 1886, Maria Louisa Emma Senden (1860-1916) et sont parents de quatre enfants.

### Formation
En 1875 Jean Guillaume Rosier rencontre Godefroid Guffens, peignant dans l'église Sainte-Ursule de Lanaken. Peu après, Guffens présente Rosier au décorateur anversois Joseph De Roey, qui l'accepte dans son atelier de peinture, et où il suit les cours du soir en 1876, durant une année, avant de devenir élève à l'Académie royale des beaux arts d'Anvers de 1878 à 1880. En 1880 et 1881, il étudie à l'École nationale supérieure des beaux-arts de Paris, où il bénéficie de l'enseignement d'Alexandre Cabanel et de Jean-Léon Gérôme, dont il prise l'art académique également dit pompier. Jean Guillaume Rosier se rend à Londres en 1882 pour se former à l'art du portrait et peint désormais des scènes de genre, des fêtes galantes du XVIIIe siècle, ainsi que des portraits détaillés et également des scènes religieuses.

### Carrière

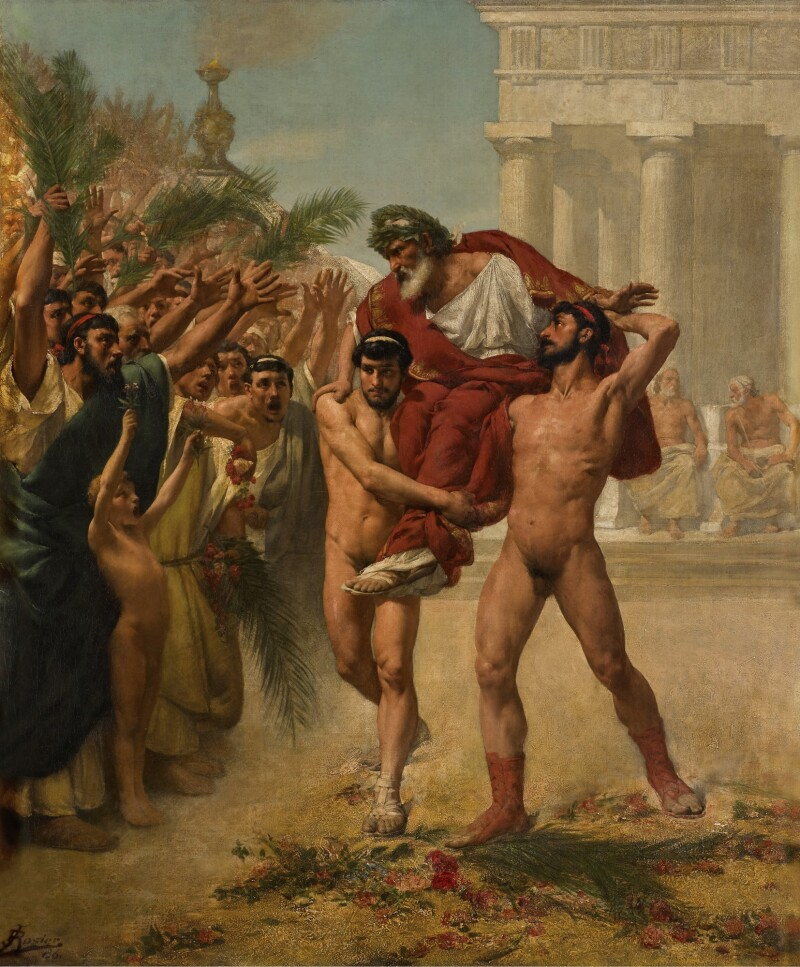
Diagoras porté en triomphe par ses fils, mention honorable au Prix de Rome belge de 1886.)

En 1883, il s'installe à Anvers et devient le premier président du cercle d'artistes plasticiens Als ik Kan. Le président argentin Julio Argentino Roca acquiert un de ses tableaux en 1883 lors d'une exposition en Argentine. En 1885, Jean Guillaume Rosier est nommé professeur à l'Académie royale des beaux-arts d'Anvers. En 1886, grâce à sa toile Diagoras porté en triomphe par ses fils, vainqueurs des Jeux olympiques de la Grèce ancienne, il reçoit une mention honorable au concours pour le Prix de Rome belge, remporté cette année par Constant Montald,. En accord avec le style académique prisé à cette époque, ses succès sont rapides. Rosier est toutefois influencé par l'impressionnisme, mais sans réellement parvenir à l'assimiler.
Jean Guillaume Rosier est autorisé à exposer une œuvre lors de l’Exposition universelle d’Anvers de 1894 et remporte une médaille de première classe. En 1892, Rosier obtient une médaille d'or lors d'une exposition à Munich, puis une autre distinction à Paris en 1897. Il travaille pendant dix ans (1888-1898) sur un chemin de croix pour l'église Sainte-Ursule de Lanaken. Cette œuvre est ensuite copiée à plusieurs reprises pour être accrochée dans d'autres églises. Une telle copie figure, entre autres, dans l'église Saint-Hubert à Runxt. De 1892 à 1925, Jean Guillaume Rosier est le directeur de l'Académie de Malines, où de 1897 à 1900, Rik Wouters est étudiant. Pendant la Première Guerre mondiale il émigre en Grande-Bretagne et enseigne à la London School of Arts de Londres,.

### Dernières années
Après la guerre, Rosier rentre en Belgique. En 1927, il doit mettre un terme à sa carrière de peintre en raison de la détérioration de sa santé. Le 24 juillet 1931, Jean Guillaume Rosier meurt à Anvers, à l'âge de 72 ans.

## Œuvres
- Le Musicien ambulant (1883) ;
- Diagoras porté en triomphe par ses fils (1886) ;
- En temps de paix (1886) ;
- Femme et enfant dans un intérieur (1887) ;
- Chemin de croix, église Sainte-Ursule de Lanaken (1888-1898) ;
- Homme fumant une pipe (1900) ;
- L'Heure du thé (1910) ;
- La Musique de chambre ;
- Santa Maria de la Salute à Venise.

## Distinction
- Commandeur de l'ordre de la Couronne (14 août 1898)[7].